# Erica cereris
Erica cereris là một loài thực vật có hoa trong họ Thạch nam. Loài này được (Compton) E.G.H.Oliv. mô tả khoa học đầu tiên năm 2000.